# Соренто
Соренто (итал. Sorrento) град је у јужној Италији. Соренто је омањи град Округа Напуљ у оквиру италијанске покрајине Кампанија.

## Природне одлике
Град Соренто налази се у јужном делу Италије, на 30 км јужно од Напуља. Град је налази на истоименом Сорентинском полуострву, које раздваја Напуљски и Салернски залив. Град је највеће и најважније насеље полуострва, смештено на северној страни, на Напуљском заливу, са дивним погледном на Напуљ и оближњи Везув. Изнад града стрмо се издиже планина Латаро. Град је такође близу познатог острва Капри. Соренто је смештен на веома покренутом терену са стрмим одсецима на обали, па град и околина имају мало правих плажа.

## Становништво
Према резултатима пописа становништва 2011. у општини је живело 16.563 становника.
| 1931. | 1936. | 1951.  | 1961.  | 1971.  | 1981.  | 1991.  | 2001.  | 2011.  |
| ----- | ----- | ------ | ------ | ------ | ------ | ------ | ------ | ------ |
| 9.720 | 9.898 | 10.822 | 11.768 | 15.040 | 17.318 | 16.459 | 16.536 | 16.563 |

Соренто данас има око 17.000 становника, Италијана и странаца, махом некадашњих гостију града, који су се заљубили у лепоте Сорента и овде се скућили трајно. Последњих деценија број становника у граду опада, а што је повезано са нарастањем потреба за новим туристичким садржајима.

## Партнерски градови
- Ел Ајун
- Мар дел Плата
- Ница
- Шијен
- Кумано
- Санта Фе
- City of Wanneroo

## Галерија
- Соренто је смештен на литицама
- Хотели на литицама
- Једна од пешачких улица
- Градска марина